# CD Móstoles
Club Deportivo Móstoles – hiszpański klub piłkarski, miał siedzibę w mieście Móstoles.